# Елтерлајн
Елтерлајн (њем. Elterlein) град је у њемачкој савезној држави Саксонија. Једно је од 69 општинских средишта округа Ерцгебирге. Према процјени из 2010. у граду је живјело 3.116 становника. Посједује регионалну шифру (AGS) 14521180.

## Географски и демографски подаци
Елтерлајн се налази у савезној држави Саксонија у округу Ерцгебирге. Град се налази на надморској висини од 620 метара. Површина општине износи 45,9 km². У самом граду је, према процјени из 2010. године, живјело 3.116 становника. Просјечна густина становништва износи 68 становника/km².

## Међународна сарадња
| Мјесто | Држава    | Врста сарадње | Од    |
| ------ | --------- | ------------- | ----- |
|        | Француска | партнерство   | 2000. |
| Извор  |           |               |       |